# Xerokambos
Xerokambos (Grieks: Ξηρόκαμπος) is een kustplaats op het Griekse eiland Leros, gelegen in de Dodekanesos. De plaats ligt aan een baai, 9 km ten zuidoosten van de hoofdstad Agia Marina. Op 3 km afstand ligt de natuurlijke haven van Lakki. Xerokambos is populair onder toeristen, onder andere vanwege de mogelijkheden om te duiken. Er wonen 1100 mensen in Xerokambos.